# Forst Iloo
Koordinaten: 54° 6′ 18″ N, 9° 51′ 36″ O

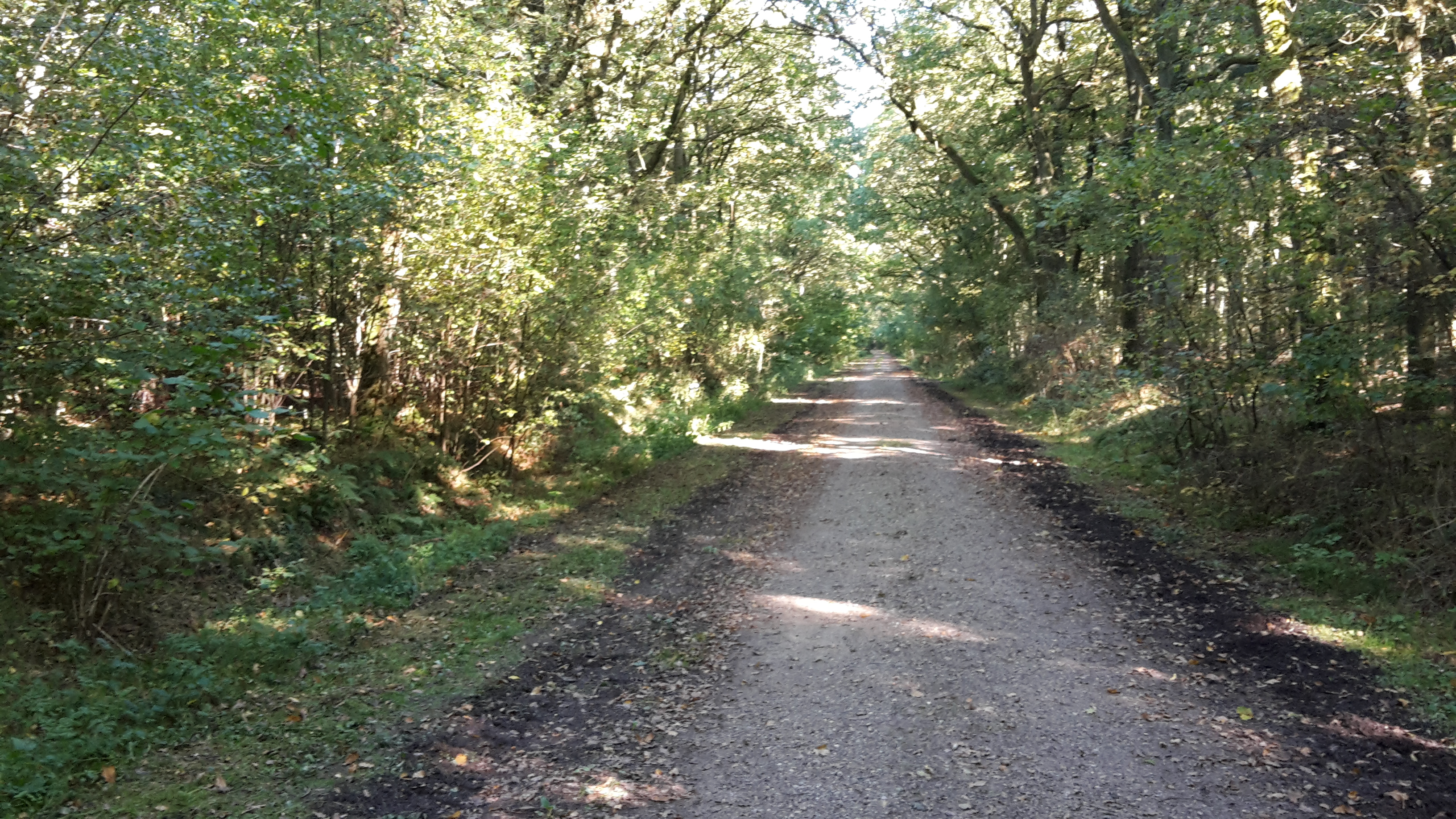
Waldweg im Forst Iloo

Der Forst Iloo, früher auch Ilohforst genannt, ist ein ca. 1000 ha großer Wald im Kreis Rendsburg-Eckernförde in Schleswig-Holstein.

## Beschreibung
Die Waldfläche befindet sich zwischen den Dörfern Timmaspe und Böken. Um 1900 betrug die Waldfläche nur 356 ha, wovon 1913 ca. 100 ha abbrannten. Nach dem Zweiten Weltkrieg litt der Waldbestand sehr durch Abholzung für Reparationen an die Engländer sowie für den Brennstoffbedarf. Während der Flurbereinigung wurden dem Forst Flächen zugeschlagen. Zusätzlich erwarb die Schleswig-Holsteinische Landgesellschaft stillgelegte Agrarflächen, die durch den Staatsforst Neumünster aufgeforstet wurden.

## Geschichte
Vor der Aufforstung befand sich auf dem Gebiet die Ilohheide, die mit ihrem sumpfigen Untergrund die Entstehung
von Nebel und starken Nachtfrösten in der Region begünstigte. Sie enthielt starke Schichten von Ortstein, der eine Kultivierung erschwerte. 1876 erwarb die Provinz Schleswig-Holstein 298 ha und entwässerte das Gelände mit mehreren Gräben in die Höllenau. Zur Brechung des Ortsteins wurde auf einem Teil des Geländes der Rigolpflug verwendet, der von 12 bis 16 Pferden gezogen bis zu 50 cm tief pflügen konnte.
In der übrigen Fläche lag der Ortstein so tief, dass ein anderes Verfahren angewendet wurde: die Rabattenkultur nach Carl Emeis. Für die Kultivierung und Aufforstung von sehr feuchten Heideflächen und Standorten, bei denen der Ortstein tiefer lag, entwickelte Emeis ein System, bei dem Parallelgräben in einer Tiefe von 0,90 bis 1,00 m in einem Abstand von acht Metern von Grabenmitte zu Grabenmitte angelegt wurden. Die Reste der Emeis-Kulturen sind noch heute deutlich zu erkennen. Die Arbeiten im Iloo-Forst wurden von 1878 bis 1880 durch Strafgefangene ausgeführt. 1895 wurden weitere 40 ha erworben, bei denen der Ortstein mit dem Dampfpflug bis zu einer Tiefe von 75 cm aufgebrochen wurde.

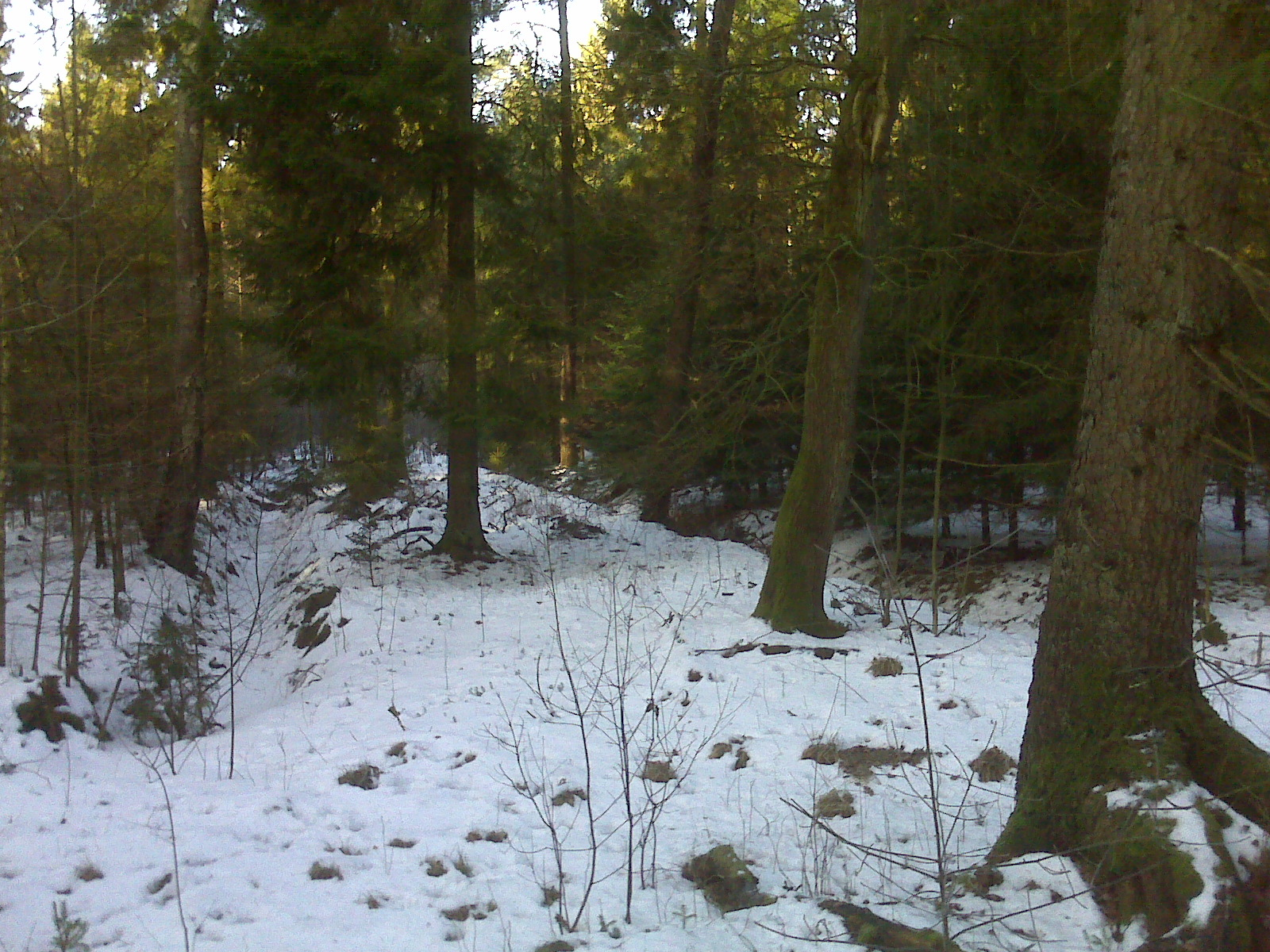
Rabattenkultur nach Emeis im Forst Iloo zwischen Aukrug und Timmaspe
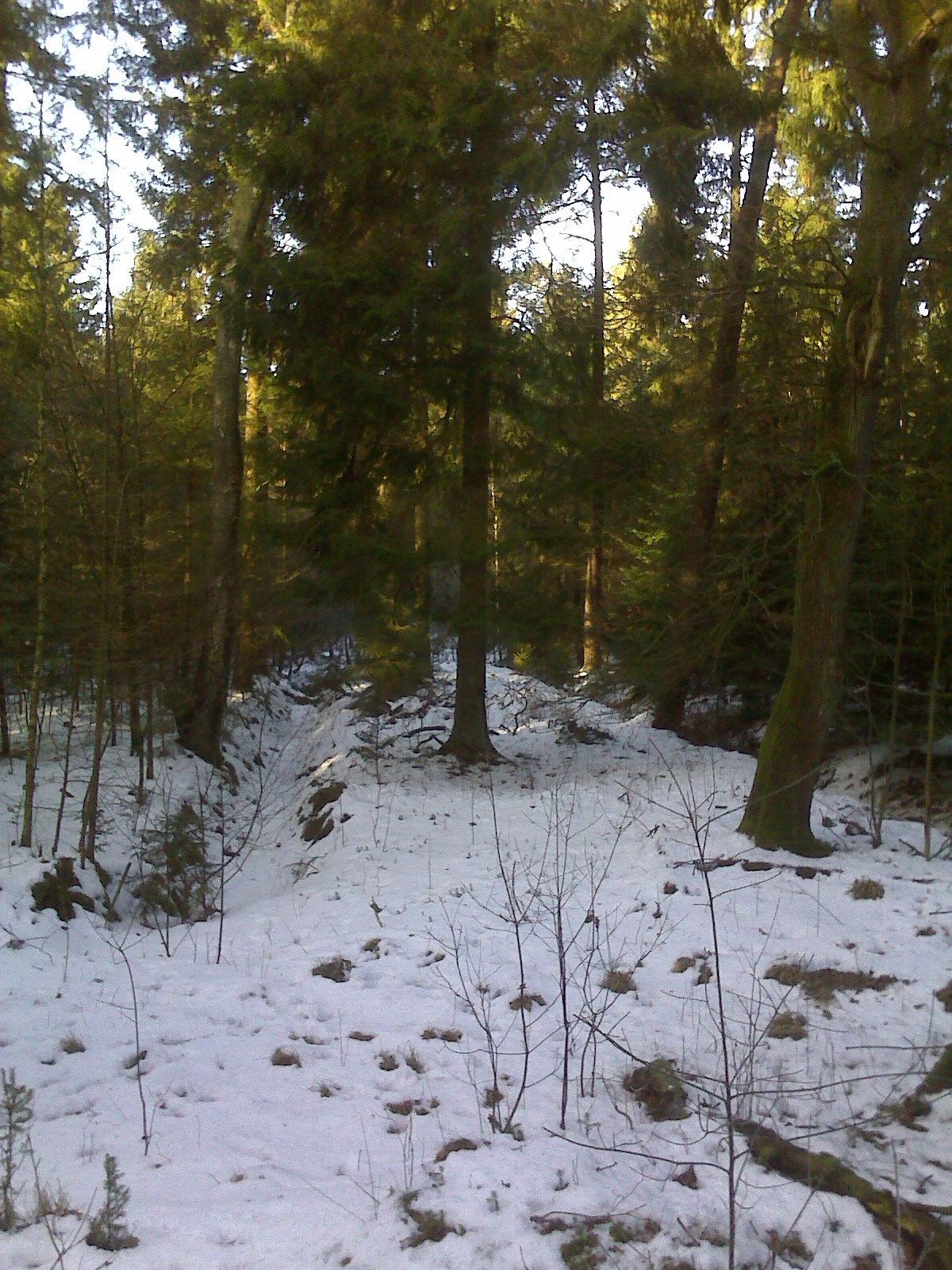
Emeis-Kultur im Forst Iloo
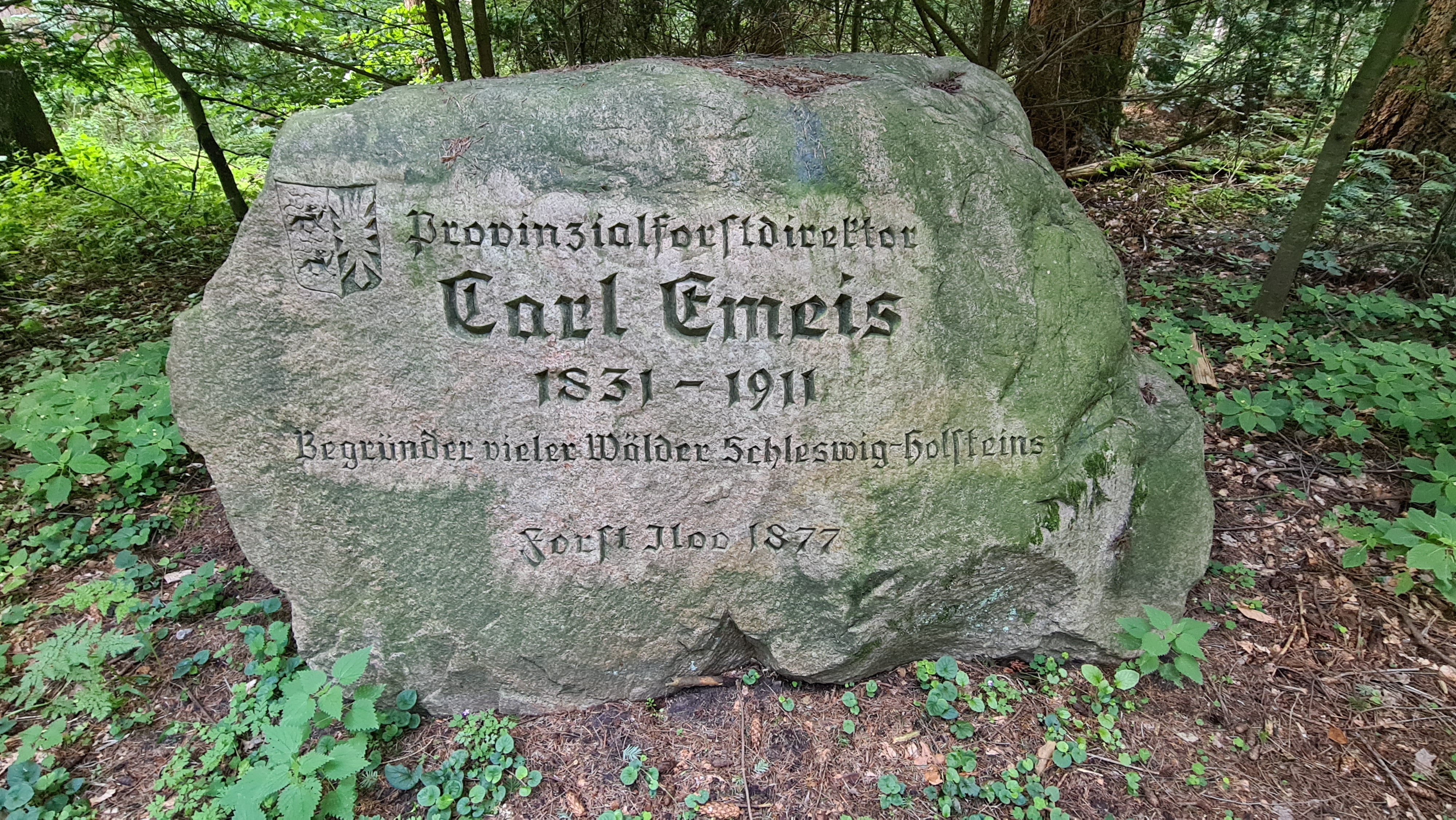
Gedenkstein für Carl Emeis im Forst Iloo

## Flora und Fauna
Im Iloo dominieren schnellwüchsige Nadelbäume, die vom Menschen angepflanzt wurden. Ein Uhu-Männchen ist in dem Waldgebiet heimisch. Im August 2012 wurde dort ein Uhu-Weibchen ausgewildert.

## Sonstiges
Die Fläche zählt zum Staatsforst Neumünster. Die Verwaltung der Fläche erfolgt durch die Schleswig-Holsteinische Landesforsten (AöR) in Neumünster.